# Buono de Buoni
Buono de Buoni   (mort vers 1465), est un peintre italien du XVe siècle actif à Naples. Il est le père de Silvestro de Buoni ce qui a donné lieu à diverses méprises, certains ayant attribué au fils des tableaux du père dont le style est beaucoup plus ancien. 